# The Devil Made Me Do It
"The Devil Made Me Do It" is een nummer van de Nederlandse band Golden Earring. Het nummer verscheen op hun album Cut uit 1982. Op 17 december van dat jaar werd het uitgebracht als de tweede en laatste single van het album.

## Achtergrond
"The Devil Made Me Do It" is geschreven door gitarist George Kooymans en zanger Barry Hay en geproduceerd door Shell Schellekens. De verteller van het nummer staat voor de rechtbank omdat hij een reeks misdaden heeft gepleegd. Hij legt echter uit dat hij onder meer een bontjas en een auto heeft gestolen om zijn vriendin tevreden te houden. Hij zou bezeten door haar zijn, en omschrijft haar dan ook als de duivel. De achtergrondzang werd verzorgd door American Gypsy-leden Steve Clisby en Omar Dupree en Urban Heroes-zanger Evert Nieuwstede.
"The Devil Made Me Do It" werd, in navolging van het internationale succes "Twilight Zone", een hit. 
In Nederland werd de plaat regelmatig gedraaid op Hilversum 3 en werd een radiohit in de destijds drie landelijke hitlijsten op de nationale publieke popzender. De plaat bereikte de 16e positie in de Nederlandse Top 40,  de 15e positie in de Nationale Hitparade, en de 17e positie in de TROS Top 50. In de Europese hitlijst op Hilversum 3, de TROS Europarade, werd géén notering behaald.
In België bereikte de plaat de  24e positie in de voorloper van de Vlaamse Ultratop 50 en de 20e positie in de Vlaamse Radio 2 Top 30. In Wallonië werd géén notering behaald. In de Verenigde Staten werd het een kleine hit in de Billboard Hot 100, waarin de plaat op de 79e positie piekte.
Begin 1998 werd een akoestische liveversie als single uitgebracht ter promotie van het album Naked II. Ditmaal werd de Nederlandse Top 40 op destijds Radio 538 niet bereikt en bleef de single steken op de 3e positie in de Tipparade, terwijl de single in de publieke hitlijst, de  Mega Top 100 op Radio 3FM, niet verder kwam dan de 62e positie.
Na de uitbundige videoclip ter promotie van "Twilight Zone" was er in 1982 geen budget over om voor opvolger "The Devil Made Me Do It" eenzelfde soort videoclip te maken. Hierdoor werd de clip niet geregisseerd door Dick Maas, maar maakte Bert van der Veer met het team van Rien van Wijk een videoclip voor het popprogramma op televisie AVRO's Toppop. De videoclip kreeg een lauwe ontvangst, waardoor Maas voor de volgende single "When the Lady Smiles" werd teruggevraagd. Het nummer werd gebruikt in de film Frankie and Johnny uit 1991.

## Hitnoteringen

### Studioversie

#### Nederlandse Top 40
| Hitnotering: 25-12-1982 t/m 12-02-1983 | Hitnotering: 25-12-1982 t/m 12-02-1983 | Hitnotering: 25-12-1982 t/m 12-02-1983 | Hitnotering: 25-12-1982 t/m 12-02-1983 | Hitnotering: 25-12-1982 t/m 12-02-1983 | Hitnotering: 25-12-1982 t/m 12-02-1983 | Hitnotering: 25-12-1982 t/m 12-02-1983 | Hitnotering: 25-12-1982 t/m 12-02-1983 | Hitnotering: 25-12-1982 t/m 12-02-1983 |
| Week                                   | 1                                      | 2                                      | 3                                      | 4                                      | 5                                      | 6                                      | 7                                      |                                        |
| -------------------------------------- | -------------------------------------- | -------------------------------------- | -------------------------------------- | -------------------------------------- | -------------------------------------- | -------------------------------------- | -------------------------------------- | -------------------------------------- |
| Nummer                                 | 32                                     | 22                                     | 19                                     | 16                                     | 16                                     | 30                                     | 37                                     | uit                                    |

#### Nationale Hitparade
| Hitnotering: 01-01-1983 t/m 19-02-1983 | Hitnotering: 01-01-1983 t/m 19-02-1983 | Hitnotering: 01-01-1983 t/m 19-02-1983 | Hitnotering: 01-01-1983 t/m 19-02-1983 | Hitnotering: 01-01-1983 t/m 19-02-1983 | Hitnotering: 01-01-1983 t/m 19-02-1983 | Hitnotering: 01-01-1983 t/m 19-02-1983 | Hitnotering: 01-01-1983 t/m 19-02-1983 | Hitnotering: 01-01-1983 t/m 19-02-1983 | Hitnotering: 01-01-1983 t/m 19-02-1983 |
| Week                                   | 1                                      | 2                                      | 3                                      | 4                                      | 5                                      | 6                                      | 7                                      | 8                                      |                                        |
| -------------------------------------- | -------------------------------------- | -------------------------------------- | -------------------------------------- | -------------------------------------- | -------------------------------------- | -------------------------------------- | -------------------------------------- | -------------------------------------- | -------------------------------------- |
| Nummer                                 | 41                                     | 19                                     | 17                                     | 15                                     | 18                                     | 19                                     | 36                                     | 47                                     | uit                                    |

#### TROS Top 50
Hitnotering: 23-13-1982 t/m 10-02-1983. Hoogste notering: #17 (2 weken).

#### NPO Radio 2 Top 2000
| Nummer met noteringen in de NPO Radio 2 Top 2000 | '21  | '22  | '23  |
| ------------------------------------------------ | ---- | ---- | ---- |
| The Devil Made Me Do It                          | 1109 | 1588 | 1908 |

1. ↑  Een vetgedrukt getal geeft de hoogste notering aan.
2. ↑  2021 was het eerste jaar met een notering voor dit nummer.
3. ↑  Deze tabel is bijgewerkt tot en met de laatste editie (2024).

### Liveversie

#### Mega Top 100
| Hitnotering: 24-01-1998 t/m 14-02-1998 | Hitnotering: 24-01-1998 t/m 14-02-1998 | Hitnotering: 24-01-1998 t/m 14-02-1998 | Hitnotering: 24-01-1998 t/m 14-02-1998 | Hitnotering: 24-01-1998 t/m 14-02-1998 | Hitnotering: 24-01-1998 t/m 14-02-1998 |
| Week                                   | 1                                      | 2                                      | 3                                      | 4                                      |                                        |
| -------------------------------------- | -------------------------------------- | -------------------------------------- | -------------------------------------- | -------------------------------------- | -------------------------------------- |
| Nummer                                 | 65                                     | 62                                     | 67                                     | 81                                     | uit                                    |

Discografie